# Pita Bolatoga
Pita Bolatoga (30 de noviembre de 1984 en Suva) es un futbolista fiyiano que juega como mediocampista en el Labasa.

## Carrera
Debutó en el Labasa FC en el año 2000. Jugó allí hasta que en 2004 el Navua FC lo fichó, sin embargo, en 2006 regresó al club donde debutó, el Labasa. Pero en 2007 el Ba FC se interesó en él y lo compró, jugó dos temporadas en el club más ganador de Fiyi y en 2009 viajó a Papúa Nueva Guinea para ser parte del elenco del Hekari United, con el que ganó la O-League 2010 y jugó la Copa Mundial de Clubes de la FIFA 2010. En 2017 regresó a Fiyi al firmar con el Labasa.

### Clubes
| Club                        | País               | Año             |
| --------------------------- | ------------------ | --------------- |
| Labasa FC                   | Fiyi               | 2000 - 2004     |
| Navua FC                    | Fiyi               | 2004 - 2006     |
| Labasa FC                   | Fiyi               | 2006 - 2007     |
| Ba Football Association     | Fiyi               | 2007 - 2009     |
| Hekari United Football Club | Papúa Nueva Guinea | 2009 - 2016     |
| Labasa FC                   | Fiyi               | 2017 - Presente |

### Selección nacional
En representación de Fiyi disputó la Copa de las Naciones de la OFC 2008, 2012 y Copa de las Naciones de la OFC 2016. Además, obtuvo la medalla de plata en los Juegos del Pacífico Sur 2007.